# Vinsanto
Ne doit pas être confondu avec Vin santo ou Vino santo.
Le vinsanto est un vin naturellement doux de raisins vin passerillés produit sur l'île de Santorin en Grèce,. Il appartient à l'AOP Santorini.